# 君のとなり (當山みれいの曲)
「君のとなり」(きみのとなり) は、當山みれいの3枚目のシングル。2016年11月23日にMASTERSIX FOUNDATIONより発売。

## 概要
- 初回生産限定盤(CD+DVD)、通常盤(CDのみ)の2形態がリリースされ、初回生産限定盤のDVDには「君のとなり」のMV及び発売に先駆けて公開されたティーザー映像が収録されている。
- CDの発売に先駆けて、2016年11月9日より「君のとなり」が先行配信された。
- 前作のアルバム『My Way』に引き続き、本作のジャケットもファッション雑誌『NYLON JAPAN』のプロデュースによるものである。
- カップリング曲「MAGIC」のギターは、スティーヴィー・ワンダーのツアーバンドのレギュラーギタリストを務める中村陽平によるものである[1]。
- 2016年8月から9月にかけて、涙活プロデューサー寺井広樹企画・監修の下、本作のMV出演をかけて一般も対象に“ソニー・ミュージックレコーズ×DMM.yell「イケメソ」オーディション”が行われた[2]。MVには合格者であるPOP JUNK SCHOOLの佐伯恵太と島貫湧士が出演している。

## 収録曲

### CD
1. 君のとなり
  - 作詞・作曲：當山みれい・小倉しんこう / 編曲：小倉しんこう・梅原新
2. MAGIC
  - 作詞：當山みれい / 作曲：當山みれい・村山晋一郎 / 編曲：村山晋一郎
3. NOT ME
  - 作詞：當山みれい / 作曲：當山みれい・Shingo.S / 編曲：Shingo.S

### DVD
1. 君のとなり -Music Video-
2. 君のとなり -Teaser Movie-